# Élections législatives de 1986 dans le Nord (secteur de Dunkerque)
Les élections législatives françaises de 1986 dans le Département du Nord (Secteur de Dunkerque) se déroulent le 16 mars 1986.

## Circonscription
Aucune, élection au niveau du département.

## Contexte
Chaque département français élit de 2 à 24 députés. Pour chaque département, une répartition proportionnelle attribue à chaque parti un nombre fractionnaire de députés mais elle exclut les toutes petites formations pour éviter un trop grand fractionnement de la vie politique. À ce titre, il n’est pas possible de parler de proportionnelle intégrale, qui impliquerait un scrutin national (comme c’est le cas pour les élections européennes).
| Député élu                | Parti | Parti |
| ------------------------- | ----- | ----- |
| Michel Delebarre          |       | PS    |
| Charles Paccou            |       | RPR   |
| Source: Liste des députés |       |       |

|                       | Albin Chalandon Rassemblement pour la République (CNI)                     | 97 448  | 52,43  | 6  |  |  |
|                       | Pierre Mauroy Parti socialiste                                             | 69 344  | 37,31  | 8  |  |  |
|                       | Gustave Ansart Parti communiste français                                   | 8 020   | 4,32   | 4  |  |  |
|                       | Georges Delfosse Union pour la démocratie française                        | 8 020   | 4,32   | 3  |  |  |
|                       | Bruno Chauvierre Front national                                            | 7 840   | 4,22   | 3  |  |  |
|                       | Jocelyne Mazoyer Extrême gauche (Mouvement pour un parti des travailleurs) | 3 204   | 1,72   | 0  |  |  |
|                       | Yves Cochet Les Verts                                                      | 7 840   | 4,22   | 0  |  |  |
|                       | Nicole Baudrin Lutte ouvrière                                              | 3 204   | 1,72   | 0  |  |  |
|                       | Maître Serge Cattelin Indépendant                                          | 3 204   | 1,72   | 0  |  |  |
|                       | Michel Mercier Parti socialiste unifié                                     | 3 204   | 1,72   | 0  |  |  |
|                       | Patrick Mortal Ligue communiste révolutionnaire                            | 3 204   | 1,72   | 0  |  |  |
|                       | Abderrahmane Bentounes Parti ouvrier européen                              | 3 204   | 1,72   | 0  |  |  |
|                       |                                                                            |         |        |    |  |  |
| Inscrits              | Inscrits                                                                   | 248 147 | 100,00 | 24 |  |  |
| Abstentions           | Abstentions                                                                | 51 036  | 20,57  |    |  |  |
| Votants               | Votants                                                                    | 197 111 | 79,43  |    |  |  |
| Blancs et nuls        | Blancs et nuls                                                             | 11 255  | 5,71   |    |  |  |
| Exprimés              | Exprimés                                                                   | 185 856 | 94,29  |    |  |  |
| Source : Data.gouv.fr |                                                                            |         |        |    |  |  |